# 強劍
《強劍》（英語：Devil's Disciples；前名《強劍江湖》）是香港無綫電視古裝武俠電視劇，由黃宗澤、鄭嘉穎、廖碧兒、楊思琦及陳敏之領銜主演，並由黎耀祥、李思捷及高雄聯合主演，監製劉家豪。劇集改編自《风云》。

## 演員表

### 聖劍門
| 演員           | 角色     | 關係／暱稱 |
| 陳景昆（童年） | 北堂傲   | 劍聖 聖劍門掌門，上代老劍聖獨孤一念徒弟 北堂紫瓏之父 「風林火山」席天鵬之師弟 武功高深，天下间已沒几人有如此深厚之功力 杀害席天浩、林遙生、東方無崖、莫问、沙卡天、假金毛鐵獅一家 於第19集因殺林遙生一事敗露而把掌門之位傳給北堂紫瓏 於第20集使用了天玄北斗陣第七式而爆碎身亡 |
| 高雄           | 北堂傲   | 劍聖 聖劍門掌門，上代老劍聖獨孤一念徒弟 北堂紫瓏之父 「風林火山」席天鵬之師弟 武功高深，天下间已沒几人有如此深厚之功力 杀害席天浩、林遙生、東方無崖、莫问、沙卡天、假金毛鐵獅一家 於第19集因殺林遙生一事敗露而把掌門之位傳給北堂紫瓏 於第20集使用了天玄北斗陣第七式而爆碎身亡 |
| 廖碧兒         | 北堂紫瓏 | 聖劍門大師姐 北堂傲之女 席天浩師妹 成風之情人，後分手 於第19集繼任掌門 |
| 李國麟         | 林遙生   | 飛花樓樓主 外號「鬼影流星」，專長：暗器 北堂紫瓏之乾爹 與楚幽夢不合 於第18集被北堂傲所殺 |
| 李成昌         | 尹景翔   | 御風樓樓主 外號「飛鴻踏雪」專長：輕功 於第19集因北堂傲被揭發殺林遙生而被氣走 |
| 劉綽琪         | 楚幽夢   | 飄渺樓樓主 外號「天鼓合一」專長：音波功 與林遙生不合 於第19集因北堂傲被揭發殺林遙生而被氣走 |
| 张松枝         | 席天浩   | 「風林火山」席天鵬之子 北堂傲大弟子 單戀北堂紫瓏 莫問之內奸 於第20集被北堂傲用作擋箭牌而間接被殺 |
| 王樹熹（童年） | 荊 磊    | 聖劍門弟子，後被逐出師門 花懸雨之子 成風之好兄弟，後為姐夫 莫問之夫 於第13集遭逐出師門並被北堂傲暗算，其後被莫問救回 第20集與成風一同打敗北堂傲後帶著莫問之骨灰浪跡天涯 |
| 鄭嘉穎         | 荊 磊    | 聖劍門弟子，後被逐出師門 花懸雨之子 成風之好兄弟，後為姐夫 莫問之夫 於第13集遭逐出師門並被北堂傲暗算，其後被莫問救回 第20集與成風一同打敗北堂傲後帶著莫問之骨灰浪跡天涯 |
| 黃宗澤         | 成 風    | 聖劍門弟子，其後擢升為劍樓樓主 參見成家班 |
| 麥嘉倫         | 上官雄   | 霹靂少 專長：混元霹靂掌 賀耀武、向揚威之結拜兄弟 單戀單若男 於第19集因林遙生被殺以及其他樓主都離開而一同離開聖劍門 |
| 李啟傑         | 賀耀武   | 專長：千斤頂 上官雄、向揚威之結拜兄弟 於第19集因林遙生被殺以及其他樓主都離開而一同離開聖劍門 |
| 戴耀明         | 向揚威   | 專長：金剛破玉 上官雄、賀耀武之結拜兄弟 於第19集因林遙生被殺以及其他樓主都離開而一同離開聖劍門 |
| 梁烈唯         | 佘化虎   | 亞虎 專長：金風無極腿 單若男好友 於第19集因林遙生被殺以及其他樓主都離開而一同離開聖劍門 |
| 陳思齊         | 單若男   | 男男 專長：去無影 佘化虎好友 暗戀荊磊 於第19集因林遙生被殺以及其他樓主都離開而一同離開聖劍門 |
| 魏惠文         | 卓天航   | 聖劍門弟子 負責看管劍塚 化名廚神一把刀，與情婦靚湯小甜甜相約被成功發現（第10集） |
| 伍文生         | 程 報    | 聖劍門弟子 |
| 賀文傑         | 趙鐵堅   | 聖劍門弟子 |
| 鄺佐輝         | 練一明   | 聖劍門弟子 |
| 何俊軒         | -        | 聖劍門弟子 |
| 陸駿光         | -        | 聖劍門弟子 |
| 嘉 浚          | -        | 聖劍門弟子 |
| 李思捷         | 成 功    | 聖劍門廚師，於第6集接替離職的錦叔 參見成家班 |
| 羅冠蘭         | 成大娘   | 聖劍門廚師，於第6集接替離職的錦叔 參見成家班 |
| 楊嘉諾         | 錦叔     | 聖劍門廚師，於第6集請辭 |

### 成家班
| 演員           | 角色   | 關係／暱稱 |
| 羅冠蘭         | 成大娘 | 聖劍門廚師，於第6集接替離職的錦叔 成功之母 成風之養母 |
| 李思捷         | 成 功  | 聖劍門廚師，於第6集接替離職的錦叔 成風無血緣之兄 暗戀司徒水靈 |
| 楊家盛（童年） | 成 風  | 原名司馬風 聖劍門弟子 司馬飛星、慕容孤月之子 莫問之弟 成大娘之養子 成功無血緣關係之弟 荊磊之好兄弟 北堂紫瓏之情人，後分手 司徒水靈之夫 東方無崖之徒弟 於第10集發現天池及璇璣二穴被封 於第12集擢升為劍樓樓主 於第17集與暗算莫問的北堂傲決裂 第18集因水靈而成為天一族成員 第20集與荊磊一同打敗北堂傲後正式退出江湖 |
| 黃宗澤         | 成 風  | 原名司馬風 聖劍門弟子 司馬飛星、慕容孤月之子 莫問之弟 成大娘之養子 成功無血緣關係之弟 荊磊之好兄弟 北堂紫瓏之情人，後分手 司徒水靈之夫 東方無崖之徒弟 於第10集發現天池及璇璣二穴被封 於第12集擢升為劍樓樓主 於第17集與暗算莫問的北堂傲決裂 第18集因水靈而成為天一族成員 第20集與荊磊一同打敗北堂傲後正式退出江湖 |
| 陳智燊（替身） | 成 風  | 原名司馬風 聖劍門弟子 司馬飛星、慕容孤月之子 莫問之弟 成大娘之養子 成功無血緣關係之弟 荊磊之好兄弟 北堂紫瓏之情人，後分手 司徒水靈之夫 東方無崖之徒弟 於第10集發現天池及璇璣二穴被封 於第12集擢升為劍樓樓主 於第17集與暗算莫問的北堂傲決裂 第18集因水靈而成為天一族成員 第20集與荊磊一同打敗北堂傲後正式退出江湖 |
| 鍾志光         | 奇 叔  | 成家班雜耍團成員 |
| 古明華         | 華 叔  | 成家班雜耍團成員 |
| 陳狄克         | 標 叔  | 成家班雜耍團成員 |

### 天一族
| 演員           | 角色       | 關係／暱稱                        |
| 羅浩楷         | 司徒雲     | 天一族族長，醫術高明 司徒水靈之父 |
| 郭佳詩（童年） | 司徒水靈   | 司徒雲之女 成風之妻               |
| 楊思琦         | 司徒水靈   | 司徒雲之女 成風之妻               |
| 楊英偉         | 張大叔     | 天一族族人                        |
| 孫季卿         | 天一谷長老 | 天一族族人                        |
| 陳勉良         | 天一谷長老 | 天一族族人                        |
| 李海生         | 賣魚炳     | 天一族族人                        |
| 蔡曜力         | -          | 天一族族人                        |

### 血影教
| 演員           | 角色     | 關係／暱稱 |
| 苗僑偉         | 司馬飛星 | 飛星 慕容孤月之夫 莫問、成風之父 血影教前護法 已去世（客串）                                                                             |
| 向海嵐         | 慕容孤月 | 孤月 司馬飛星之妻 莫問、成風之母 血影教前護法 已去世（客串）                                                                             |
| 毛嘉麗（童年） | 莫 問    | 原名司馬雪 萬花樓花魁、實為血影教教主 司馬飛星、慕容孤月之女 成風之姊 荊磊之紅顏知己，後為其妻 杀害陰冥長老、周掌門 於第20集被北堂傲殺害 |
| 陳敏之         | 莫 問    | 原名司馬雪 萬花樓花魁、實為血影教教主 司馬飛星、慕容孤月之女 成風之姊 荊磊之紅顏知己，後為其妻 杀害陰冥長老、周掌門 於第20集被北堂傲殺害 |
| 李麗麗         | 碧眼銀狐 | 佩姨 萬花樓鴇母、實為血影教長老 第20集為救莫問等人被北堂傲殺害                                                                           |

### 極樂門
| 演員   | 角色     | 關係／暱稱 |
| 江 漢  | 古天揚   | 極樂門掌門 東方無崖之師 因「天玄北斗陣」遭滅門之禍                                                                                           |
| 黎耀祥 | 東方無崖 | 極樂門弟子 成風之師傅 北堂紫瓏前輩 武功非常高深，更勝北堂傲 於第17集與北堂傲鬥法後油盡燈枯而死(当时其因中毒初癒而只剩兩成功力也可重伤北堂傲) |

### 七大門派
| 演員   | 角色       | 關係/暱稱                                                                       |
| 王俊棠 | 沈中陽     | 天山派二師兄，前任掌門指定之繼任人 新任天山派掌門                               |
| 洋     | 范蒼洲     | 恆山派掌門 於第11集投降於血影教，後被北堂傲依法處置                             |
| 李岡龍 | 金風堂掌門 | 金風堂掌門 於第11集遭莫問所殺                                                   |
| 高俊文 | 華山派掌門 | 華山派掌門 於第11集遭莫問所殺                                                   |
| 郭德信 | 嵩山派掌門 | 嵩山派掌門                                                                      |
| 曾健明 | 無極門掌門 | 無極門掌門                                                                      |
| 王維得 | 逍遙派掌門 | 逍遙派掌門                                                                      |
| 李子奇 | -          | 天山派大師兄 欲搶奪掌門之位，派三師弟偷取前掌門遺書 於第1集被自己的暗器所傷身亡 |
| 黃澤鋒 | -          | 天山派三師弟 於第1集被大師兄暗器所傷身亡                                        |
| 葉 暐  | -          | 天山派弟子                                                                      |
| 趙永洪 | -          | 天山派弟子                                                                      |
| 劉天賜 | 關武       | 恆山派弟子 遭血影教以龍涎香所控，而喪失心智成為死士                             |
| 楊鴻俊 | -          | 恆山派弟子                                                                      |
| 何慶輝 | -          | 金風堂弟子                                                                      |
| 傅劍虹 | -          | 華山派弟子                                                                      |
| 許明志 | -          | 嵩山派弟子                                                                      |
| 黃俊紳 | -          | 逍遙派弟子                                                                      |

### 其他演員
| 演員   | 角色       | 關係／暱稱 |
| 林淑敏 | 花懸雨     | 赤琴仙子，專長：音波功 絕技：玲瓏絕響十二章 荊磊之母 被北堂傲軟禁在後山禁地後因重病而終 臨終前將「清心普善咒」傳授給莫問控制內傷，並以音波功將遺言留在石中 |
| 朱婉儀 | 豆腐妹     | 曾暗恋成风 后暗恋成功 |
| 邵卓堯 | 歐陽刀     | 神鞭門傳人 聖劍門應考者 擅長使用「天羅地網」鞭法 於第2集被安排與成風對決，並被打敗                                                                         |
| 羅天池 | 田福堂     | 聖劍門應考者（第2集） |
| 趙樂賢 | -          | 聖劍門應考者（第2集） |
| 張智軒 | -          | 聖劍門應考者（第2集） |
| 翟兆麟 | -          | 聖劍門應考者（第2集） |
| 黎銘諾 | -          | 聖劍門應考者（第2集） |
| 陳建文 | -          | 聖劍門應考者（第2集） |
| 裘卓能 | -          | 聖劍門應考者（第2集） |
| 鄭健樂 | -          | 聖劍門應考者（第2集） |
| 張國威 | -          | 街 坊 |
| 趙敏通 | -          | 街 坊 |
| 柯 嵐  | -          | 街 坊 |
| 曾梓明 | -          | 街 坊 |
| 黃鳳瓊 | -          | 街 坊 |
| 蒲茗藍 | -          | 成功之債主（第3集） |
| 蕭徽勇 | -          | 成功之債主（第3集） |
| 歐瑞偉 | 沙卡天     | 大食國蜥蜴人 依克兒之父 有恩於成風 於第7集被北堂傲擊斃 |
| 沈可欣 | -          | 沙卡天之妻 依克兒之母 |
| 馬俊榮 | 依克兒     | 沙卡天之子 |
| 黃文標 | 陰冥長老   | 血影教長老 於第6集因擅自偷襲北堂紫瓏，遭莫問所殺 |
| 計祥龍 | 陰冥長老   | 血影教長老 於第6集因擅自偷襲北堂紫瓏，遭莫問所殺 |
| 劉 江  | 獨孤一念   | 北堂 傲之師，武功天下無敵 |
| 拓石文 | 莫老闆     | 天香樓老闆 |
| 卓 躒  | -          | 天香樓伙計 |
| 詹秀君 | 女 子      | （第5集） |
| 華忠男 | 金毛铁狮   | 假的金毛铁狮 蘭兒之父 外號「千里獨行」 於第16集遭北堂傲殺人滅口                                                                                            |
| 蘇恩磁 | 金毛铁狮妻 | 假金毛铁狮之妻 於第16集遭北堂傲殺人滅口 |
| 陳盈俐 | 蘭 兒      | 假金毛铁狮之女 於第16集遭北堂傲殺人滅口 |
| 林佳蓉 | -          | 萬花樓姑娘 |
| 伍濼文 | -          | 萬花樓姑娘 |
| 夏竹欣 | -          | 萬花樓姑娘 |
| 吳幸美 | -          | 萬花樓姑娘 |
| 雷 恩  | -          | 萬花樓姑娘 |
| 張貝蒨 | -          | 萬花樓姑娘 |
| 蘇麗明 | -          | 萬花樓姑娘 |
| 潘冠霖 | -          | 萬花樓姑娘 |
| 寧 進  | 尋歡客     | （第5集） |
| 湯俊明 | 小 販      | |
| 凌禮文 | 解籤佬     | 於第14集幫成大娘與水靈解籤 |
| 徐 榮  | 武林中人   | |
| 趙樂賢 | 武林中人   | |
| 王子多 | 死 士      | 遭血影教以龍涎香所控而喪失心智 |

## 收視
以下為該劇於香港無綫電視翡翠台及广州地区之收視紀錄：
| 週次 | 日期                  | 香港     | 香港     | 广州    | 广州  | 广州    | 广州  | 广州    | 广州                       |
| 週次 | 日期                  | 平均收視 | 最高收視 | CSM省网 | 最高  | CSM市网 | 最高  | CSM合计 | 分月收视                   |
| ---- | --------------------- | -------- | -------- | ------- | ----- | ------- | ----- | ------- | -------------------------- |
| 1    | 2007年7月9日-7月13日  | 31點     | 35點     | 8.03    | 9.31  | 9.19    | 9.89  | 17.22   | 1-17集 17.65 18-20集 19.06 |
| 2    | 2007年7月16日-7月20日 | 29點     | 32點     | 7.81    | 8.23  | 9.48    | 10.97 | 17.29   | 1-17集 17.65 18-20集 19.06 |
| 3    | 2007年7月23日-7月27日 | 27點     | 30點     | 7.91    | 9.32  | 10.12   | 11.82 | 18.03   | 1-17集 17.65 18-20集 19.06 |
| 4    | 2007年7月30日-8月3日  | 29點     | 32點     | 9.62    | 10.22 | 9.48    | 11.79 | 19.10   | 1-17集 17.65 18-20集 19.06 |

## 外部連結
- 無綫電視官方網頁- 強劍